# Station Ottbergen
Station Ottbergen (Bahnhof Ottbergen) is een spoorwegstation in de Duitse plaats Ottbergen, gem. Höxter, in de deelstaat Noordrijn-Westfalen. Het station is een regionaal knooppunt aan de spoorlijnen Langeland - Holzminden en Ottbergen - Northeim. 

## Geschiedenis
Op 1 oktober 1864 werd de spoorlijn van Altenbeken naar Höxter geopend, daarbij werd bij Ottbergen een klein locomotiefstation gebouwd. De opkomst van het station begon in 1878 met de opening van de spoorlijn via Bodenfelde naar Northeim en verder naar Nordhausen. De toename van het goederenverkeer tussen het Ruhrgebied in het westen en Nordhausen/Halle (Saale)/Leipzig in het oosten in de jaren '30, zorgde voor de uitbreiding van het onderhoudscentrum. Het intensive goederenverkeer nam sterk af door de Duitse deling. De stoomlocomotieven van het type Baureihe 44 trokken in de jaren '70 de goederentreinen van het Weserbergland naar de Harz. Einde jaren '60 bracht het regiokantoor Hannover alle overgebleven 44'ers in Ottbergen samen. In totaal waren er tot wel 45 bruikbare locomotieven in Ottbergen aanwezig. Nadat de lijn op de verbinding Lehrte - Braunschweig - Helmstedt geëlektrificeerd was, eindigde op 29 mei 1976 met de sluiting van het onderhoudscentrum Ottbergen de stoomtractie in Ottbergen. Het station is  in 1976 en in 2016 twee keer compleet verbouwd en toegankelijk gemaakt. In december 2019 is het station van Ottbergen in Höxter-Ottbergen omgedoopt.

## Indeling
Het station heeft één groot eilandperron met twee perronsporen, deze is niet overkapt maar voorzien van abri's. Dit perron is te bereiken vanaf de tunnel onder de sporen in de straat Bahnhofstraße. In 2015-2017 is het station ingrijpend gemoderniseerd, o.a. de perronhoogtes zijn aangepast, evenals de trappen, zie de Duitse Wikipedia voor een uitgebreide beschrijving van deze verbouwing. In de tunnel onder het station bevindt zich een bushalte voor lijnbussen richting Brakel (Duitsland) en Höxter.

## Verbindingen
Het station wordt aangedaan door twee treinseries van de NordWestBahn, deze treinseries worden gevleugeld. Vanaf Paderborn Hauptbahnhof komen beide treinseries in Ottbergen, om vanaf hier naar Kreiensen of Göttingen te gaan.
| Serie | Treinsoort                  | Route                                                                                           | Bijzonderheden                                                                       |
| ----- | --------------------------- | ----------------------------------------------------------------------------------------------- | ------------------------------------------------------------------------------------ |
| RB 84 | Regionalbahn (NordWestBahn) | Paderborn Hbf – Bad Driburg (Westf) – Ottbergen – Holzminden – (Kreiensen)                      | Egge-Bahn 1x per twee uur van/naar Kreiensen, gekoppeld in Ottbergen aan RB 85       |
| RB 85 | Regionalbahn (NordWestBahn) | Ottbergen – Lauenförde-Beverungen – Bodenfelde – Offensen (Kr Northeim) – Adelebsen – Göttingen | Oberweser-Bahn eenmaal per twee uur in het weekend, gekoppeld in Ottbergen aan RB 84 |